# Били Уайлдър
Били Уайлдър (на английски: Billy Wilder, 22 юни 1906 – 27 март 2002) е американски режисьор, сценарист, художник, журналист и продуцент, активен над 50 години и създател на над 60 филма. Смятан е за един от най-добрите и плодовити режисьори от златния век на Холивуд. Уайлдър е един от петимата души, които са получили „Оскар“ за продукция, режисура и сценарий на един и същи филм („Апартаментът“). 

## Биография
Роден е като Самуел Вилдер на 22 юни 1906 година в Суха в еврейско семейство на сладкари. Първите му изяви като сценарист са от края на 20-те години, докато живее в Берлин. След издигането на Адолф Хитлер, Уайлдър, който е евреин, се мести в Париж, където прави дебюта си като режисьор. През 1933 г. той окончателно се установява в Холивуд, където през 1939 г. е един от сценаристите на комедията „Ниночка“. Уайлдър си създава репутация като режисьор с филма „Двойна застраховка“ (1944), на който е и сценарист заедно с Реймънд Чандлър. Той получава наградата „Оскар“ за най-добър режисьор и най-добър сценарист за филмовата адаптация на книгата на Чарлс Джаксън „Изгубеният уикенд“, засягаща темата за алкохолизма. През 1950 г. Уайлдър е режисьор и един от сценаристите на възторжено приетия от критиката „Булевардът на залеза“.
От средата на 50-те години Уайлдър започва да прави основно комедии. Сред класическите му филми от този период са комедиите „Сабрина“, „Проклетите седем години“ (1955), „Някои го предпочитат горещо“ (1959) и „Апартаментът“ (1960), както и съдебната драма „Свидетел на обвинението“ (1957). Режисьор е на 14 филма, носители на Оскар. През 1986 г. той получава наградата на Американския филмов институт за цялостен принос. През 1988 г. получава наградата „Ървинг Талбърг“. През 1993 г. получава Националния медал за изкуства. Били Уайлдър изиграва важна роля в историята на цензурата в Холивуд като допринася за разширяването на обхвата на допустимите сюжети.

## Филмография
| Година | Филм                           | Оригинално заглавие                        | Бележки                      |
| ------ | ------------------------------ | ------------------------------------------ | ---------------------------- |
| 1934   | Лошо семе                      | Mauvaise Graine (известен и като Bad Seed) | Режисьор/Сценарист           |
| 1942   | Майорът и малката              | The Major and the Minor                    | Режисьор/Сценарист           |
| 1943   | Пет гроба до Кайро             | Five Graves to Cairo                       | Режисьор/Сценарист           |
| 1944   | Двойна застраховка             | Double Indemnity                           | Режисьор/Сценарист           |
| 1945   | Изгубеният уикенд              | The Lost Weekend                           | Режисьор/Сценарист           |
| 1945   | Мелниците на смъртта           | Death Mills                                | Режисьор                     |
| 1948   | Императорският валс            | The Emperor Waltz                          | Режисьор/Сценарист           |
| 1948   | Чужда афера                    | A Foreign Affair                           | Режисьор/Сценарист           |
| 1950   | Булевардът на залеза           | Sunset Boulevard                           | Режисьор/Сценарист           |
| 1951   | Скритият коз                   | Ace in the Hole                            | Режисьор/Сценарист/Продуцент |
| 1953   | Лагер 17                       | Stalag 17                                  | Режисьор/Сценарист/Продуцент |
| 1954   | Сабрина                        | Sabrina                                    | Режисьор/Сценарист/Продуцент |
| 1955   | Проклетите седем години        | The Seven Year Itch                        | Режисьор/Сценарист/Продуцент |
| 1957   | Духът на Сейнт Луис            | The Spirit of St. Louis                    | Режисьор/Сценарист           |
| 1957   | Следобедна любов               | Love in the Afternoon                      | Режисьор/Сценарист/Продуцент |
| 1957   | Свидетел на обвинението        | Witness for the Prosecution                | Режисьор/Сценарист           |
| 1959   | Някои го предпочитат горещо    | Some Like It Hot                           | Режисьор/Сценарист/Продуцент |
| 1960   | Апартаментът                   | The Apartment                              | Режисьор/Сценарист/Продуцент |
| 1961   | Раз, два, три                  | One, Two, Three                            | Режисьор/Сценарист/Продуцент |
| 1963   | Сладката Ирма                  | Irma la Douce                              | Режисьор/Сценарист/Продуцент |
| 1964   | Целуни ме, глупчо              | Kiss Me, Stupid                            | Режисьор/Сценарист/Продуцент |
| 1966   | Курабийка с късметче           | The Fortune Cookie                         | Режисьор/Сценарист/Продуцент |
| 1970   | Частният живот на Шерлок Холмс | The Private Life of Sherlock Holmes        | Режисьор/Сценарист/Продуцент |
| 1972   | Аванти!                        | Avanti!                                    | Режисьор/Сценарист/Продуцент |
| 1974   | Първата страница               | The Front Page                             | Режисьор/Сценарист           |
| 1978   | Федора                         | Fedora                                     | Режисьор/Сценарист/Продуцент |
| 1981   | Приятелче, приятелче           | Buddy Buddy                                | Режисьор/Сценарист           |